# Ротавируси
Ротавирусите (Rotavirus) са род вируси от семейство Reoviridae. Те са най-честата причина за диария сред кърмачета и малки деца. Също този и няколко подобни вируси са най-честата причина за така наречения стомашен грип.
До 5-годишна възраст почти всички деца заболяват от вируса поне веднъж. Но с всяко преболедуване резистентността на организма към вируса се засилва все повече, като последващите възпаления са все по-незначителни; възрастните рядко биват засегнати. Има 5 вида Ротавирус – A, B, C, D и Е. Видът „А“ е най-разпространеният, като е причинител на 90% от инфекциите при хората.